# Groupe de NGC 2967
Le groupe de NGC 2967 comprend au moins neuf galaxies situées dans la constellation du Sextant. La distance moyenne entre ce groupe et la Voie lactée est d'environ 32,7 Mpc (∼107 millions d'al). 

## Membres
Le tableau ci-dessous liste les neuf galaxies du groupe dans l'ordre indiquées dans l'article de A.M. Garcia paru en 1993.   
| Nom                    | Classification | Type                        | α (J2000.0)   | δ (J2000.0) | Vitesse radiale (km/s) | Magnitude apparente | Distance (Mpc) | Diamètre (kal) |
| ---------------------- | -------------- | --------------------------- | ------------- | ----------- | ---------------------- | ------------------- | -------------- | -------------- |
| NGC 2967               | SA(s)c         | Spirale                     | 09h 42m 03.3s | 00° 20′ 11″ | 1878 ± 2               | 11,6                | 32,7 ± 2,3     | 70             |
| UGC 5228               | SB(s)c?        | Spirale barrée              | 09h 46m 03.6s | 01° 40′ 06″ | 1869 ± 2               | 12,000              | 32,6 ± 2,3     | 79             |
| UGC 5238               | SB(s)dm?       | Spirale barrée magellanique | 09h 46m 53.8s | 00° 30′ 26″ | 1786 ± 1               | 12,76               | 31,48 ± 2,2    | 76             |
| UGC 5242               | SB(s)m?        | Spirale barrée magellanique | 09h 47m 05.5s | 00° 57′ 51″ | 1857 ± 2               | 15,607 +/- 0,016    | 32,4 ± 2,3     | 48             |
| NGC 3018               | SB(s)b pec?    | Spirale barrée              | 09h 49m 41.4s | 00° 37′ 16″ | 1863 ± 6               | 13,3                | 32,6 ± 2,3     | 39             |
| NGC 3023               | SAB(s)c pec?   | Spirale intermédiaire       | 09h 49m 52.6s | 00° 37′ 05″ | 1908 ± 2               | 12,3                | 33,2 ± 2,4     | 81             |
| MCG 0-25-24 (UCGA 186) | IB(s)m?        | Spirale barrée magellanique | 09h 51m 44.1s | 01° 26′ 55″ | 1845 ± 7               | 13,9792             | 32,3 ± 2,3     | 29             |
| UGC 5224               | SBdm           | Spirale barrée magellanique | 09h 45m 52.3s | 02° 58′ 40″ | 1894 ± 4               | 14,929              | 33,0 ± 2,3     | 29             |
| UGC 5249               | SBd?           | Spirale barrée              | 09h 47m 45.3s | 02° 37′ 37″ | 1877 ± 1               | 12,32               | 32,7 ± 2,3     | 70             |

Le site DeepskyLog permet de trouver aisément les constellations des galaxies mentionnées dans ce tableau ou si elles ne s'y trouvent pas, l'outil du site constellation permet de le faire à l'aide des coordonnées de la galaxie. Sauf indication contraire, les données proviennent du site NASA/IPAC.